# 코리아 그랜드 뮤직 어워즈
《코리아 그랜드 뮤직 어워즈》(영어: Korea Grand Music Awards, KGMA)는 KG그룹 계열 이데일리M이 발행하는 스포츠, 연예 전문일간지 일간스포츠에서 창간 55주년을 맞아 새롭게 선보이는 대중음악 시상식이다.

## 개최지
| 연도 | 일자      | 도시 | 장소              | 진행자       |
| ---- | --------- | ---- | ----------------- | ------------ |
| 2024 | 11월 16일 | 인천 | 인스파이어 아레나 | 남지현, 하니 |
| 2024 | 11월 17일 | 인천 | 인스파이어 아레나 | 남지현, 윈터 |

## 시상 부문
(2024년 시상 부문 )

## 관련 기사
1. 일간스포츠 (2024년 02월 13일). “제1회 코리아 그랜드 뮤직 어워즈(KGMA) 11월 2, 3일 한국서 개최”.
2. 일간스포츠 (2024년 08월 12일). “‘제1회 코리아 그랜드 뮤직 어워즈’(KGMA), 인스파이어 아레나 개최 확정”.
3. 일간스포츠 (2024년 08월 20일). “‘제1회 코리아 그랜드 뮤직 어워즈’ 조직위 발대식 성료…‘한국의 그래미 뮤직 어워즈’ 꿈꾼다”.
4. 일간스포츠 (2024년 08월 28일). “뉴진스 하니와 ‘굿파트너’ 남지현, 제1회 KGMA 첫날 MC 맡는다”.
5. 일간스포츠 (2024년 08월 28일). “뉴진스x니쥬x에스파x에이티즈x제로베이스원x태민…제1회 코리아 그랜드 뮤직 어워즈(KGMA) 1차 라인업 발표”.
6. 일간스포츠 (2024년 09월 11일). “에스파 윈터와 남지현, 제1회 KGMA 둘째 날 MC 맡는다”.

## 같이 보기
- 골든 디스크
- 멜론 뮤직 어워드
- 하이원 서울가요대상
- 한국대중음악상
- 가온차트 뮤직 어워즈
- 아시아 아티스트 어워즈
- 소리바다 베스트 케이뮤직 어워즈
- 지니 뮤직 어워드
- 더 팩트 뮤직 어워즈
- KPMA